# Moskovski literaturni i uchoni sbórnik

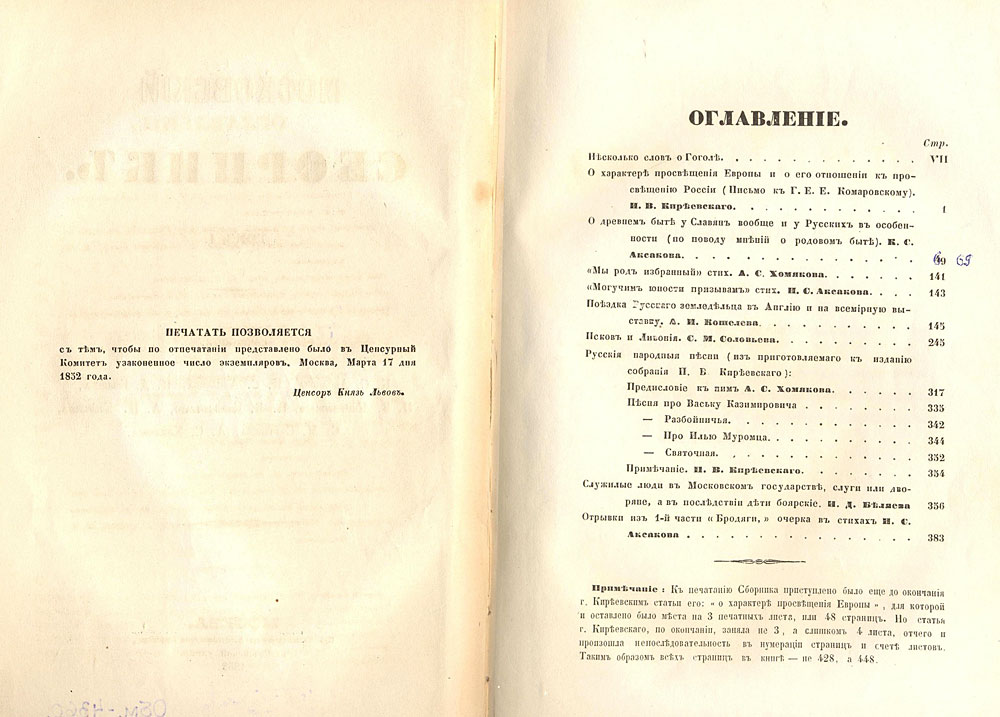
Índice del almanaque de 1852.

'Moskovski literaturni y uchoni sbórnik' (en ruso: Московский литературный и учёный сборник, "Colección literaria y científica de Moscú") fue un almanaque eslavófilo publicado en Moscú, Imperio ruso, en 1846, 1847 y 1852

## Historia
La publicación estaba dirigida contra el Petersburgski sbórnik. En 1846 y 1847 el editor fue Vasili Panov y los redactores Dmitri Valúyev y Konstantín Aksákov. En 1851 Aleksandr Kosheliov inició la preparación de la edición de 1852, con la que planeaba realizar cuatro publicaciones al año, transformando el almanaque en una edición periódica.
El nuevo tomo se abría con el artículo de Iván Aksákov, la necrológica "Algunas palabras de Gógol". A continuación aparecían artículos de representantes visible del círculo de eslavófilos. La tirada que se puso en circulación el 21 de abril consistía de 1 500 copias. El presidente del comité de censura de Moscú, Vladímir Ivánovich Nazímov, quiso inspeccionar la revista, pero su orden de detener la publicación hasta su llegada a Moscú llegó tarde. La sospecha no caía tanto en el contenido de la publicación sino en los autores de los mismos, por lo que el 20 de julio se proclamó la orden de Nicolás I por la que las publicaciones de los eslavófilos debían ser objeto de una atención especial y más severa por parte de la censura. Como resultado, la salida del segundo volumen del año fue aplazada al año siguiente, debiendo pasar una censura doble, la de Moscú y la de San Petersburgo.
El manuscrito del segundo fue presentado al comité de censura de Moscú en octubre de 1852. La decisión del de San Petersburgo era resuelta sólo en primavera del año siguiente: la edición fue prohibida por la censura por el artículo de Konstantín Aksákov «Sobre los atletas del príncipe Vladímir». Como resultado, el autor y Alekséi Jomiakov, Iván Kiréyevski y Vladímir Cherkaski, próximos a él, fueron puestos bajo vigilancia policial, mientras que a Iván Aksákov se le prohibió redactar ningún artículo en lo sucesivo.